# Kathedrale von Kars
Koordinaten: 40° 36′ 40,8″ N, 43° 5′ 29,8″ O
Die Kathedrale von Kars (armenisch Սուրբ Առաքելոց Եկեղեցի Sowrb Arakyelots' Yekyeghyets'i, türkisch Havariler Kilisesi), auch bekannt als Heilige-Apostel-Kirche, ist eine armenische Kirche aus dem 10. Jahrhundert in Kars in der Ost-Türkei. Im Lauf ihrer Geschichte diente sie auch als russisch-orthodoxe Kirche, Museum, Depot und Moschee (“Kümbet-Moschee”).

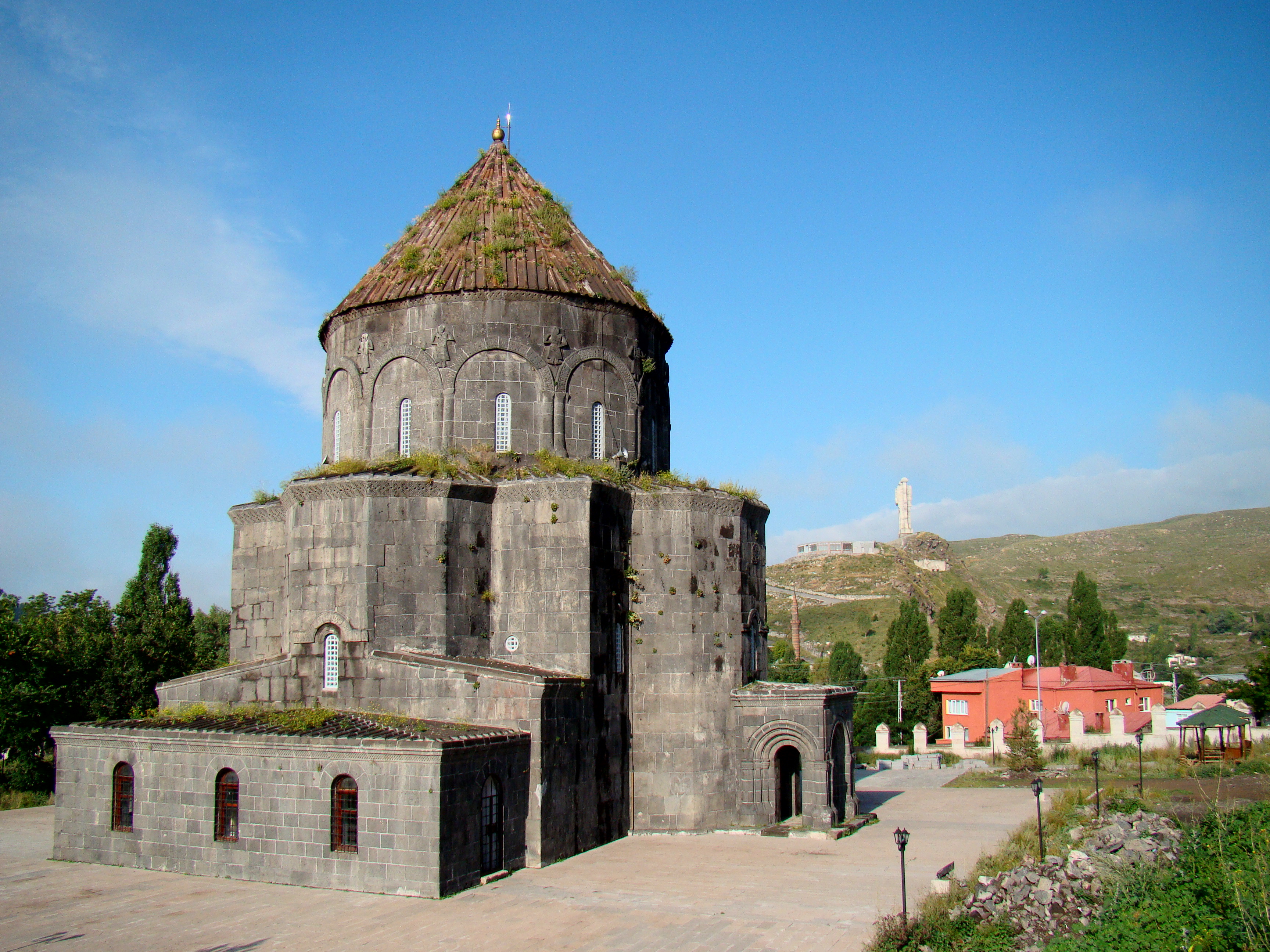
Kathedrale von Kars

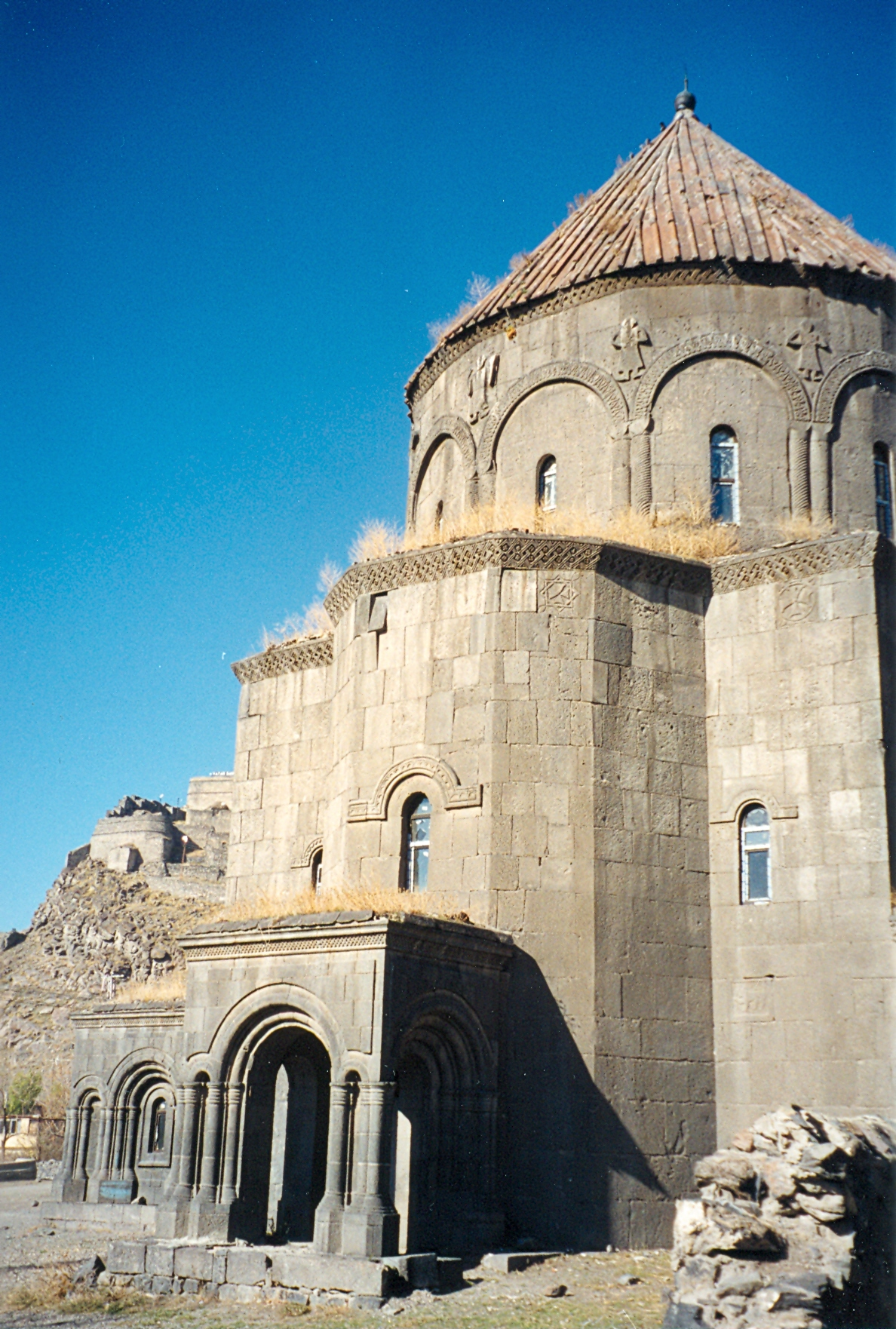
Eingangsportal der Kathedrale von Kars.

## Geschichte
Armenische Kathedrale (940er-1064)
Die Kathedrale wurde in den 940er Jahren erbaut, als Kars Teil des Bagratidischen Armenien war und unter dem armenischen König Abas I., der Kars als Hauptstadt ausgewählt hatte, fertiggestellt. In der historischen armenischen Provinz Ayrarat gelegen, diente sie als Kathedrale der armenisch-apostolischen Kirche. Sie wurde Heilige-Apostel-Kirche genannt, da ihr Außenbild die Skulpturen der Zwölf Apostel enthielt.
Seldschukische Moschee (1064–1100er)
Direkt nach der Eroberung des Gebiets durch die einfallenden Seldschuken wandelte das Großseldschukische Reich die Apostelkirche vorübergehend in eine Moschee um.
Osmanische Moschee (1579–1877)
Nachdem die Kathedrale der Heiligen Apostel restauriert wurde, wandelten die Osmanen im Jahre 1579 die Kirche erneut in eine Moschee um, was sie bis zum russischen Türkenkrieg von 1877 bis 1878 blieb.
Besitzwechsel (1877–1969)
Nach der russischen Eroberung von Kars im Zuge der kriegerischen Auseinandersetzungen 1877 wurde der Bau wieder als Kirche genutzt, diesmal als Sitz des neuen russisch-orthodoxen Bistums. Die Diözese Kars der Armenischen Apostolischen Kirche hingegen hatte ihr Zentrum im Kloster von Horomos.
Im Jahre 1919, als die Stadt Kars an die Türken fiel, wurde die Kathedrale erneut zur Moschee. Nach dem Rückzug der Türken aus Kars 1919 und während der Zeit der ersten Republik von Armenien diente die Kathedrale erstmals seit 1579 wieder als armenische Kirche.
Als 1920 im Zuge des Türkisch-Armenischen Krieges unter Kâzım Karabekir Kars ein zweites Mal an die Türkei fiel, hörte sie endgültig auf, als Kirche zu dienen. Sie war in den 1920er Jahren kurzzeitig Moschee, bevor sie als Erdöl-Lagerdepot genutzt wurde.
Museum (1969–1980)
1969 wurde sie zum „Museum von Kars“ umgewidmet. Archäologische Werke aus Kars und der umliegenden Region, sowie Objekte aus der mittelalterlichen armenischen Stadt Ani wurden hier gesammelt und ausgestellt. Funde aus der Bronzezeit bis zur Gegenwart wurden ausgestellt. Eine Ethnografieabteilung war in einem Anbau untergebracht. Nachdem ein neues Museumsgebäude erbaut wurde, wurden die Werke dorthin verbracht.
Kümbet-Moschee (seit 1993)
Das Museum schloss im Jahre 1980 und das Gebäude der Kathedrale wurde bis zum Jahre 1993 dem Verfall überlassen, als es in eine Moschee unter dem neuen Namen “Kümbet-Moschee” (Kümbet Camii) umfunktioniert wurde.

## Galerie

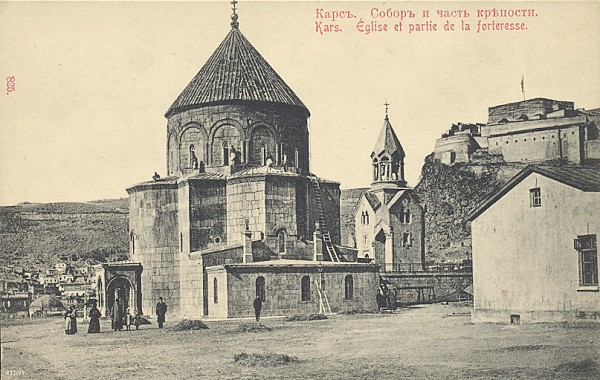
Die Kathedrale auf einer russischen Postkarte.
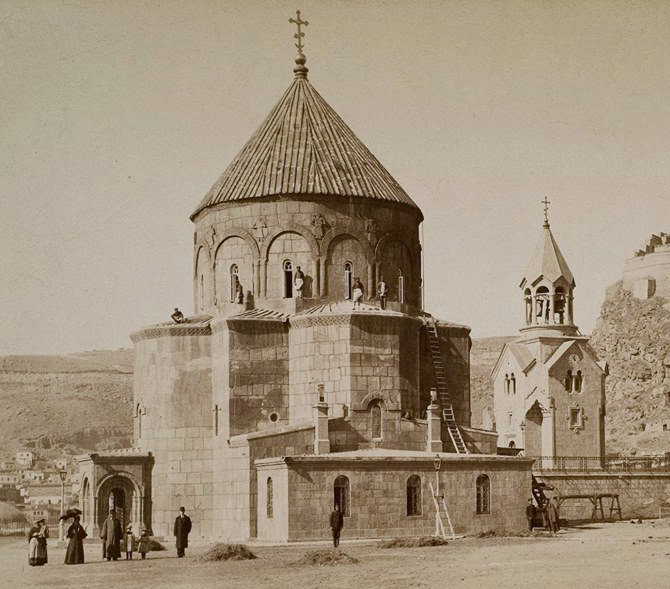
Die Kathedrale Ende des 19. Jahrhunderts.
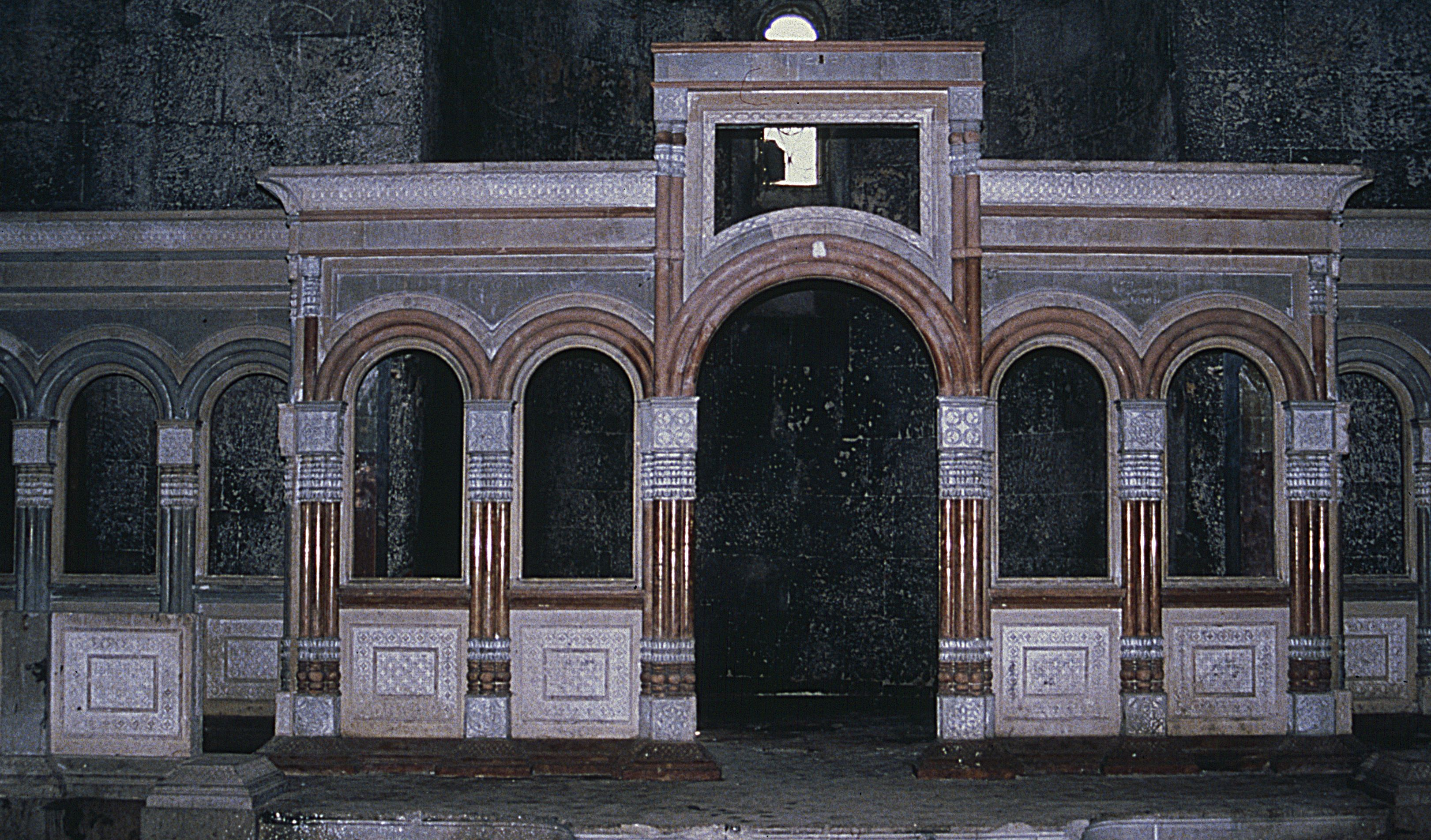
Ikonostase der Kathedrale, ihrer Ikonen beraubt.
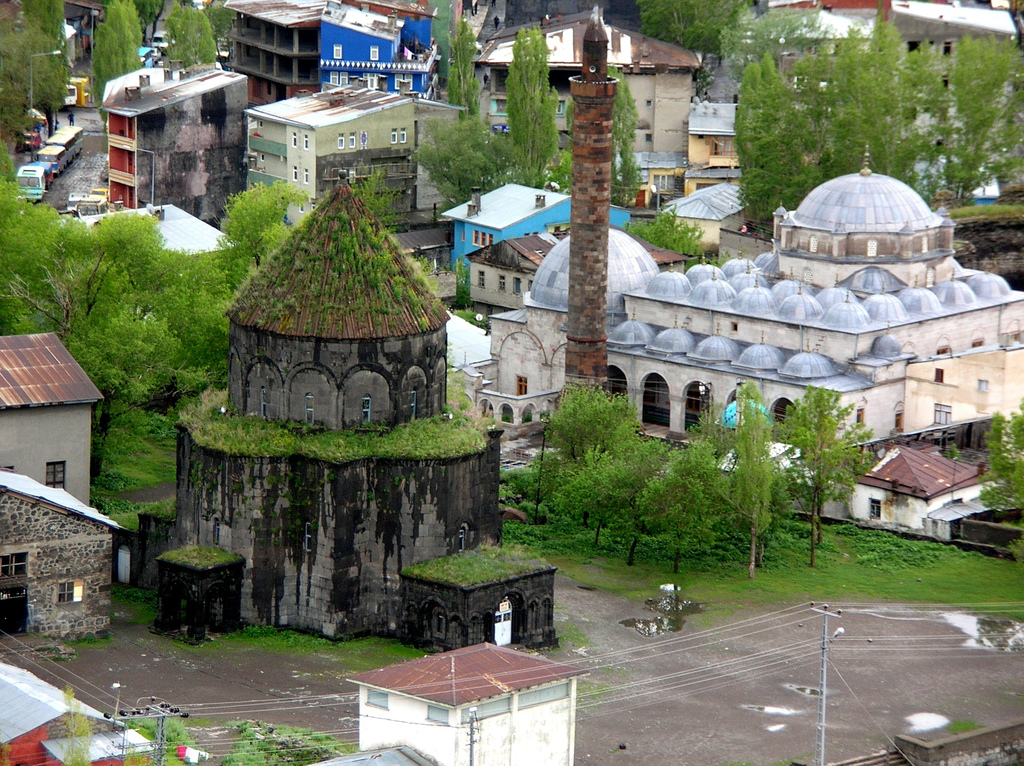
Ansicht der Kathedrale aus der Zwingburg (Februar 2006). Die Gebäude links der Kathedrale wurden seitdem zerstört.
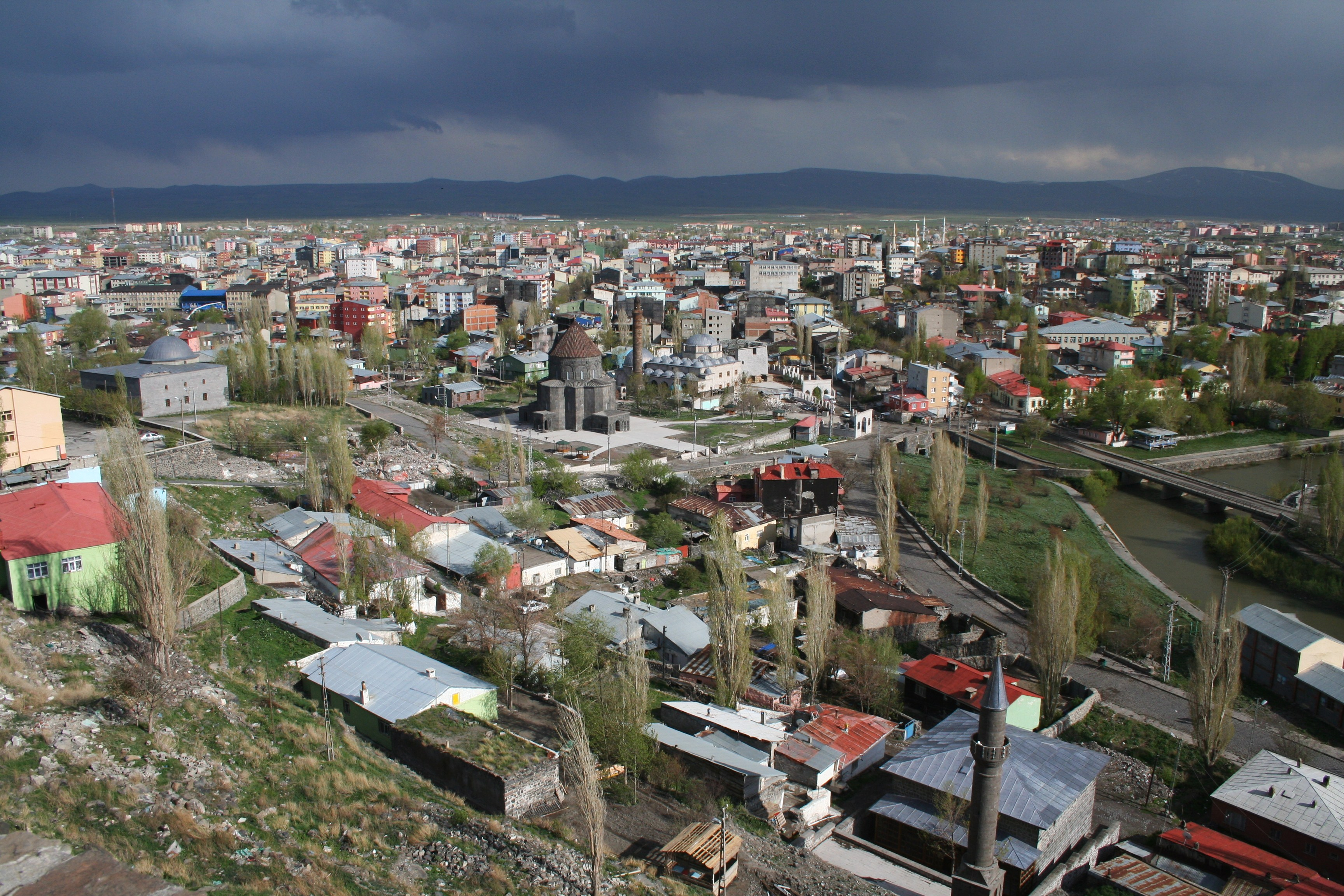
Panorama von Kars mit der Kathedrale links oben vom Zentrum (Mai 2008)